# Abatao
Abatao är en ö i Kiribati.   Den ligger i örådet Tarawa och ögruppen Gilbertöarna, i den östra delen av landet, 18 km nordost om huvudstaden Tarawa.